# Tridactylus nigroaeneus
Tridactylus nigroaeneus är en insektsart som beskrevs av Walker, F. 1871. Tridactylus nigroaeneus ingår i släktet Tridactylus och familjen Tridactylidae. Inga underarter finns listade i Catalogue of Life.